# ホアン・ロドリゲス
ホアン・ロドリゲス（Johan Rubén Rodríguez Álvarez、1975年8月15日 - ）は、メキシコの元サッカー選手。元メキシコ代表。ポジションはミッドフィールダー。

## 来歴
2000年10月にメキシコ代表デビュー。コパ・アメリカ2001では4試合に出場、準優勝した。2002 FIFAワールドカップでも3試合に出場した。メキシコ代表として17試合に出場、2得点をあげた。

## 代表歴

### 出場大会
- メキシコ代表
  - 2002 FIFAワールドカップ

### 試合数
- 国際Aマッチ 17試合 2得点（2000年-2002年）[1]

| メキシコ代表 | 国際Aマッチ | 国際Aマッチ |
| 年           | 出場        | 得点        |
| ------------ | ----------- | ----------- |
| 2000         | 1           | 0           |
| 2001         | 11          | 2           |
| 2002         | 5           | 0           |
| 通算         | 17          | 2           |